# Mark Beale
Pour les articles homonymes, voir Beale.
Pas d'image ? Cliquez ici

a Compétitions nationales et continentales officielles uniquement.

Dernière mise à jour le 30 octobre 2012.
Mark Beale, né le 25 novembre 1972 à Wellington, est un joueur néo-zélandais de rugby à XV qui évolue au poste de demi d'ouverture.

## Biographie
Mark Beale a l’occasion de porter le maillot mythique des "All Blacks", en jouant dans l’équipe des moins de seize ans contre le Japon.
Il joue aussi notamment au FC Grenoble et dispute une demi-finale de championnat de France en 1998-1999 et participe l'année suivante à la Coupe d'Europe où Grenoble sera la seule équipe à battre les Anglais des Northampton Saints, futurs vainqueurs de l’épreuve. 

## Palmarès
- En championnat de France :
  - Demi-finaliste en 1999 (avec le FC Grenoble)